# ریچارد اودان
ریچارد اَوِدان (به انگلیسی: Richard Avedon) عکاس مد و عکاس پرتره اهل ایالات متحده آمریکا بود. وی در ۱۵ می ۱۹۲۳ در نیویورک و در یک خانوادهٔ روس یهودی متولد شد و در ۱ اکتبر سال ۲۰۰۴ در سن ۸۱ سالگی از دنیا رفت. در اطلاعیهٔ فوت وی که در نیویورک تایمز منتشر گردید نوشته شده است که «عکس‌های مد و پرتره به تعریف تصویر آمریکا از سبک، زیبایی و فرهنگ، برای نیم قرن گذشته کمک کرده است».